# BAP Pariñas
El BAP Pariñas fue un antiguo buque transporte de petróleo y buque logístico, de la Armada Peruana que fue adquirido por la misma en 1932 y que fue dado de baja en 1959, inicialmente sirvió en la Armada Real de Noruega con el nombre de Sjömand de 1921 a 1932.

## Historia
Fue un buque petrolero construido en el astillero John I. Thornycroft & Co. en Woolston, Inglaterra en 1921. Fue comprado ese mismo año por la Armada de Noruega, que lo nombró como Sjömand, en dicha armada sirvió hasta 1932, ese año fue vendido al Perú.
Ya en la Armada Peruana el petrolero fue renombrado como BAP Pariñas y sirvió también como buque logístico o buque de apoyo militar, siendo el primer buque logístico en ser adquirido por dicha armada. 
Estando en servicio peruano apoyó en las operaciones navales durante la guerra con Colombia en 1933 y también apoyó al ejército peruano durante la guerra con Ecuador en 1941 transportando tropas y municiones a los lugares de enfrentamiento. 
Fue dado de baja en 1959 y desguazado en 1961.